# Borgomanero
Borgomanero är en ort och kommun i provinsen Novara i regionen Piemonte i Italien. Kommunen hade 21 666 invånare (2018).